# Smîkiv, Sokal
Smîkiv (în ucraineană Смиків) este localitatea de reședință a comunei Smîkiv din raionul Sokal, regiunea Liov, Ucraina.

## Demografie
Componența lingvistică a localității Smîkiv
     Ucraineană (99,58%)
Conform recensământului din 2001, majoritatea populației localității Smîkiv era vorbitoare de ucraineană (99,58%), existând în minoritate și vorbitori de alte limbi.